# Греси
Греси, до ВОВ Гресов хутор (укр. Гресі) — село,
Одноробовский сельский совет,
Золочевский район,
Харьковская область, Украина.
Код КОАТУУ — 6322684503. Население по переписи 2001 года составляет 48 (26/22 м/ж) человек.

## Географическое положение
Село Греси находится в одном из отрогов балки Берёзовый Яр, на расстоянии в 1 км от села Петровка, в 2-х км проходит автомобильная дорога Т-2103, по селу протекает пересыхающий ручей с запрудами.

## История
- 1700 — дата основания.
- В 1940 году, перед ВОВ, на хуторе Гресов было 55 дворов, школа и ветряная мельница.[1]

## Происхождение названия
На украинском языке Греси обозначает «грехи».